# Rebetiko
Rebetiko (grč. ρεμπέτικο, ρεμπέτικα) je vrsta tradicionlne grčke muzike. To je jedinstveni muzički i kulturni izraz, direktno povezan sa pesmom i plesom, koji se u početku širio među urbanom populacijom niže i radničke klase početkom 20. veka. Pesme su ponikle iz grčkog podzemlja. Izvodili su ih muzičari, takozvani rebetisi (grčki: ρεμπέτης), marginalci na ivici društva, buntovnici anarhističkog duha, ali nezainteresovan za politiku. Rebetis je često bio i mangas, odnosno mangisa u ženskom rodu, malo mangup, povremeno umešan u sitan kriminal, šverc i drogu. Nekonvencionalni ljudi koji su obično živeli izvan društvenog poretka. Rebetiko se prvi put pojavljuje posle grčkog rata za nezavisnost 1821.
Pesme u rebetiko muzici, koja se često poredi sa američkim bluzom ili portugalskim fadom. One su uobičajeno melanholične i govore o nesreći običnih ljudi. Mnogi su rebetiko nazvali „grčkim bluzom”, jer upravo kao i crnački bluz u Americi, on govori o ljubavi, patnji, slobodi, hrabrosti, prijateljstvu, zatvoru, alkoholu, narkoticima, smrti, samoći, izgnanstvu... Mnoge od ranih rebetiko pesama su imale drogu, naročito hašiš, kao svoje glavnu temu, pa je zbog toga rebetiko dugo vremena bio na meti vlasti grčke države. Tek od 1947. rebetiko je prihvaćen kao muzički stil, kada su ga Manos Hadzidakis (Μάνος Χατζιδάκις), i nešto kasnije Manolis Hjotis (Μανώλης Χιώτης) uveli u repertoar viših društvenih klasa. Mnoge od rebetiko pesama su namenjene plesu, od kojih se skoro pola pleše kao zeibekiko (ζεϊμπέκικο) a ostatak kao hasapiko (χασάπικο).
Koreni rebetika se mogu naći u muzici grčkih priobalnih naselja u Maloj Aziji, Anadoliji i Istanbulu. Jedno od mesta gde se rebetiko razvijao su bili i zatvori. Pred kraj 19. veka rebetiko je iz Male Azije prenet u samu Grčku, gde je nastavio dalji razvoj.
Rebetiko je često bio zabranjivan od strane grčkih vlasti, pogotovu u onim periodima u kojima su na vlasti bili nedemokratski ili diktatorski režimi (npr. za vreme vladine Joanisa Metaksasa-Ιωάννης Μεταξάς).
Najosnovniji instrumenti koji se koriste u izvođenju rebetiko muzike su buzuki, baglamas i slični instrumenti. Dodatno se mogu koristiti i tamburina, violina, harmonika, gitara, tonbak, cimbala, itd.
Godine 2017 rebetiko je uvršten na Uneskovu listu nematerijalnog kulturnog nasleđa čovečanstva.

## Etimologija
Reč „rebetiko” izvedena je iz turskog korena „rebet”, što znači buntovni ili neposlušni.

## Istorija
Poreklo rebetika, kao i mnogih muzičkih formi, složeno je i predstavlja čitav splet uticaja i istorijskih prilika koje su dovele do kretanja stanovništva, ali i muzičkih stilova. Na razvoj rebetika ključni uticaj imalo je Grčko-turski rat (1919-1922) i velika tragedija u Smirni 1922. godine. Turci su prilikom invazije na netursko odnosno nemuslimansko stanovništvo, progonili Hrišćane (Grke i Jermene) prema obali. Jedina naselja pošteđena turskog pokolja bila su ona u kojimna su živeli Turci i Jevreji. Brojno grčko stanovništvo, zajedno sa demoralisanom i potučenom vojskom, slivalo se u lučki grad Smirnu (današnji Izmir). Ovaj grad nekada poznat po kulturološkoj šarolikosti, postao je stratište hrišćanskih izbjeglica. Kako bi ih prisilili da napuste Tursku odlučili su da zapale grad Smirnu. Zgrade su polili benzinom i grad je goreo punih devet dana. Stanovništvo koje je uspelo da se spasi prvobitno se naselilo na obližnja grčka ostrva, a kasnije je većina emigrirala u velike grčke gradove Atinu i Pirej. Oko milion i po turskih Grka je u izbegličkom talasu stiglo iz Turske u Grčku, a oko pola miliona grčkih Turaka otišlo u suprotnom pravcu. Ovaj veliki grčki poraz opisao je, između ostalih i Ernest Hemingvej u kratkoj priči “Na keju Smirne” (“On The Quai of Smyrna”).
U tom trenutku, za Grčku je to bila četvrtina od ukupnog stanovništva. Takav udar na zaostalu ekonomiju, inače devastiranu ratovima, predstavljao je pravi kolaps. Mnogi od ovih izbeglica potražili su spas u luci Pirej, gde je još mogao da se pronađe neki posao. Upravo na tom mestu nakon 1922. počinje priča o rebetiku. Kada su se izbjeglice odomaćile , prva stvar koje je proizašla iz tog nemilog događaja je rođenje jednog podzemnog žanra muzike, vezanog uz male lokale, takozvane tekedese ili teke, male lokale u kojima se pušio hašiš. Uživaoci hašiša nisu uvek bili vrsni muzičari, niti su rebesi (svirači i izvođači rebetika) uvek konzumirali hašiš, ali je postojala izvesna povezanost. Rani rebetiko, upravo onaj potekao od Pravoslavnih izbjeglica, imao je dugačke uvode slične arapskoj i turskoj muzici - taksimi (ταξιμι). Taksimi je bio bitan dеo pesme, a izvodio ga je virtuoz na buzukiju. Taksimi se izvodio dugo, izvođač je često bio pod uticajem hašiša i padao je u svojevrstan trans u velikom emocionalnom zanosu. Posle taksimija sledio bi kratak ritmički segment, a zatim pesma. Snimanjem gramofonskih ploča taksimi je bio značajno skraćivan ili potpuno izbacivan, što je bilo uslovljeno vremenskom ograničenošću samog nosača zvuka.
Atmosfera u kojoj se izvodio rebetiko uglavnom je bila setna i intimna. Često su za stolom sedeli buzukista i pevač koji bi koristio kompoli  da održava ritam. Često bi se neko od gostiju, ponesen dubokom tugom pesme, upusti u karakterističan ples zebekiko (ζεϊμπέκικο). Plesač bi ustao, poluzatvorenih očiju, kao u transu i raširenih ruku počinjao svoju tačku. Kako bi ples odmicao pokreti bi postajali složeniji, sa naletima agilnosti koji su se odražavali u naglim spuštanjima do poda, skokovima i zaokretima. Iako se izvodio javno i ljudi bi ga gledali, odavao se utisak da je u pitanju privatno, introspektivno iskustvo plesača – neka vrsta katarze.
Dominantni uticaj na pirejski rebetiko imao je smirnski stil koji su donele izbeglice iz Male Azije. Trgovina hašišom i njegovo konzumiranje u Otomanskom carstvu bili su legalni, dok su u Grčkoj bilo zabranjeni još od 1890, mada se taj zakon nije striktno sprovodio sve do 30-ih godina 20. veka, odnosno do 1936. kada je general Joanis Metaksas, nakon velikog komunističkog štrajka, raspustio parlament i zaveo fašističku diktaturu. Prvi na udaru su se našli rebetisi i mangasi, izvođači rebetika i uživaoci hašiša. Među njima su bilи i legendarni izvođači ove muzike.
Do Drugog svetskog rata, rebetiko se svirao i pevao u tekama i milje rebetesa bio je zatvoren prema svim ostalim segmentima društva, te je bilo vrlo teško proučavati ga. Šira javnost upoznala ga je zahvaljujući Ilijasu Petropulosu (1928-2003), urbanomn antropologu i etnografu, piscu čije su knjige govorile upravo o ljudima sa dna – rebetesima, narkomanima, ateistima, anarhistima, homoseksualcima, kriminalcima, prostitutkama, erotomanima, pornografima... Svojim knjigama izazivao je skandale i skretao pažnju na one koje većina Grka nije želela da vidi. Ilijas Petropulos se u mladosti upoznao sa Vasilisom Cicanisom, najvažnijom posleratnom figurom rebetika, te je vrlo brzo postao zaljubljenik u ovu vrstu muzike. Tako je on prikupio i objavio više od 1500 pesama rebetika, a uporedo je pisao i analitičke tekstove vezane za ovaj muzički žanr.

### Rebetiko danas
Ovaj prvobitno podzemni žanr koji je pripadao mangasima (μάγκες - mangup, nasilnik) i izvodio se uprkos velikoj represiji i progonu, što zbog tema koje su obrađivali a i zbog loše reputacije muzičara kao problematičnih momaka, vremenom je prerastao u rafinisani žanr, lišen isključivo “mangupskih i klošarskih” tema. Danas se rebetiko smatra tradicionalnom grčkom muzikom iako je na početku bio zabranjivan i omražen kod autohtonog grčkog stanovništva. 
Grci su danas veoma ponosni na ovaj muzički žanr. To više nije sinonim za džabalebarenje i konzumiranje hašiša, već podseća na prkos malog čovjeka nad tiranskim autoritetom, a svojim emcionalnim nabojem i na veliko stradanje grčkog naroda u Smirni. Rebetiko pesme su danas standardizovani repertoar u skoro svim društvenim prilikama koje uključuju muziku i ples. Element se izvodi javno, a izvođači podstiču učešće publike.

## Odlike žanra
Rebetiko je nastao kombinovanjem raznih muzičkih uticaja, od grčke narodne muzike i vizantijske crkvene muzike do turske narodne i klasične muzike. Rebetiko pesme ne zasnivaju se na molskim i durskim lestvicama, već na modalnim tipovima. To dolazi iz otomanske muzike, u kojoj su postojale desetine modova ili makama. Modalni tip rebetskih pesama sličan je onima koji se sreću u orijentalnoj muzici, grčkoj pravoslavnoj crkvenoj muzici i mnogim grčkim narodnim pesmama. Muzički uticaji u ranom periodu su uglavnom turski i arapski, ali pošto je Smirna bila kosmopolitski grad sa nekolicinom Italijana, u rebetiko pesmama se oseća i mediteranski duh. 
Rani rebetiko, potekao od Pravoslavnih izbeglica iz Turske, imao je veoma dugačak uvod - taksimi, sličan arapskoj i turskoj muzici. Taksimi je bio bitan dеo pesme, a izvodio ga je virtuoz na buzukiju. Svaki makam je nastojao da se približi određenoj emociji. Kada rebetis počne svoj dugi uvod ili taksimi, on bira makam koji odgovara raspoloženju njegove pesme. U taksimiju, koji je najduži deo numere, moguće su improvizacije, čime se pokazuje virtuoznost rebetskog muzičara. Kasnije su turski termin makam grčki muzičari zamenili terminom dromi, što bi u prevodu značilo „putevi”. Otuda je rebetis za svaku muzičku numeru birao svoje puteve za najbolji mogući izraz emocije. Posle taksimija sledio bi kratak ritmički segment, a zatim pesma. Kada su pesme počele da se snimaju, zbog ograničenja gramofonske ploče, taksimi je bio značajno skraćivan ili potpuno izbacivan.
Vremenom je rebetiko počeo da uvodi i nove instrumente: baglamu, klasičnu gitaru, klavir, violinu, odnosno instrumente karakteristične za evropsku muziku. Uvođenjem ovih instrumenata postepeno se menja i struktura žanra.

## Razvoj žanra
Grčki antropolog i etnograf Ilijas Petropulos smatra da postoje tri važna perioda za rebetiko:

#### Smirneiko
Prvi period - smirneiko počinje 1922. godine, proterivanjem Grka iz Anadolije, a potom 1923. godine, velikom razmenom stanovništva između Turske i Grčke, kada su se maloazijske izbeglice naselile u većim gradovima kontinentalne Grčke i doneli svoje običaje i muziku.
U Pireju, izbeglice su se susrele sa Grcima koji su napustili ostrva i uputili se na kontinent u potrazi za boljim životom. Susret dveju društvenih i ekonomskih nesreća, orijentalne i seoske, preobrazio je rebetiko, muzički i socijalno. U tom periodu, rebetiko je pevao o ljubavi, buntovništvu, narkoticima, zatvoru, o svakodnevici i nesreći ljudi koji su živeli na margini. Međutim, rebetesi, mangasi i njihove teke u kojima se pušio hašiš, nisu bili dobro viđeni u građanskim atinskim krugovima koji su težili ka evropeizaciji. Tadašnji rebetiko bio je pod jakim uticajem smirnske tradicije, a najvažniji predstavnici bili su Roza Eskenazi, Rita Abaci i Panajotis Tundas. Smirneiko je predstavljao mešavinu maloazijske muzičke tradicije, sviran je na vrlo različitim instrumentima, dok su muzičare virtuoze pratili glasovi u visokim registrima.

#### Pireotiko
Drugi period počinje 1932. godine, kada se pored žive muzike u tavernama javljaju i prve snimljene ploče (Markos Vamvakaris). Za razliku od smirneika, pireotiko se svirao samo na tri instrumenta – buzukiju, baglami i gitari. Muzičari nisu uvek bili profesionalni, niti tehnički doterani, dok su glasovi prešli u niže registre. Tokom narednih decenija buzuki će uzeti dominantno mesto u izvođenju rebetika i uopšte grčke popularne muzike.
U početku tog drugog perioda, nazvanog klasični, Elefterios Venizelos izgubio je na poslaničkim izborima, što je rojalistima omogućilo da se državnim udarom dokopaju vlasti. Na presto je doveden kralj Georgios II, a on je za šefa vlade postavio bivšeg generala Joanisa Metaksasa. Nadahnut Musolinijem, Metaksas je uveo diktaturu smanjujući građanske slobode u Grčkoj. Rebetiko je bio prva žrtva diktature. Sve što se u rebetiku smatralo nemoralnim i istočnjačkim bilo je zabranjeno. Mnogi muzičari su napustili Atinu i Pirej i otišli na sever, u Epir, ili na ostrva. Ipak, rebetiko je opstao, uprkos zabranama, ali nemačka okupacija 1941. godine zaustavila je svaku vrstu umetničkih aktivnosti u Grčkoj.

#### Treći period
Treći period rebetika obuhvata narednih deset godina neposredno posle rata, kada na scenu izlazi Vasilis Cicanis, koji je shvatio da rebetiko ne može da zadobije status sve dok ga ne prihvati kulturna elita Grčke. Početkom 50-ih, Cicanis je izveo rebetiko iz siromašnih kafanica i počeo je da ga svira i peva u boljim atinskim tavernama. Iz tekstova su nestali uzo, hašiš, buntovništvo i apologija života na margini, a ostala je ljubav, bol neuzvraćene ljubavi i napuštanje, ono što su stari rebetesi zvali "sevdas" (sevdah, ljubavni zanos i čežnja).
Tako je rebetiko krenuo ka novom obliku laiko muzike. Istovremeno, buziki se elektrifikovao i pojavili su se pravi virtuozi (Manolis Hiotis) koji su uneli novu estetiku u rebetiko. Takođe, pojavila se i nova generacija pevačica, te je, po mišljenju većine stručnjaka, rebetiko, u tom trenutku, prešao u popularne melodije.

### Uticaj dijaspore
Pored razvoja u Grčkoj, Petropulos smatra da je za istoriju rebetika važna i grčka dijaspora u Americi. Između dva svetska rata, različite američke diskografske kuće snimale su rebetiko. Moglo bi se reći da su, ustvari, prve ploče rebetika bile snimljene u Americi, a ne u Grčkoj.

## Značajni izvođači
Najpoznatiji izvođači rebetika bili su Markos Vamvakaris, poznat kao „otac rebetika”, Stratos Pajumdžis, Jorgos Batis, Janis Papajoanu i Anestesis Artemis. Karakteristični izvođači za rani period rebetika iz 20-ih godina su Marika Papagika (Μαρίκα Παπαγκίκα) i Jorgos Vidalis (Γιώργος Βιδάλης). Bitnu ulogu imao je и legendarni Vasilis Cicanis (Βασίλης Τσιτσάνης), koji je svirao mandolinu, violinu, buzuki, a za svog života napisao je preko pet stotina pesama. Ostao je upamćen kao jedan od osnivača rebetika. Pedesetih godina buziki se elektrifikovao i pojavili su se pravi virtuozi, među kojima je najpoznatiji Manolis Hiotis, koji su uneli novu estetiku u rebetiko.
Bila je to muška muzika u koju su vremenom počele da ulaze i žene. Najpoznatija pevačica, koju su nazivali i „kraljicom rebetika”, je Roza Eskenazi (Ρόζα Εσκενάζυ). Još jedna bitna predstavnica je Sotirija Belu (Σωτηρία Μπέλλου), Poznata kao „Bili Holidej rebetika”, pevačkа veličinu na koju su Grci veoma ponosni, a tu su i Rita Abaci, Marika Nikolaidu i druge.

## Nematerijalno kulturno nasleđe
Pesme Rebetiko sadrže neprocenjive reference na običaje, prakse i tradicije određenog načina života, ali pre svega su živa muzička tradicija sa snažnim simboličkim, ideološkim i umetničkim karakterom. U početku su se prenosile isključivo usmeno, kroz izvođenje pesama uživo i podučavanje mlađih izvođača i ovaj neformalni metod učenja je još uvek važan. Širenjem zvučnih zapisa, masovnih medija i bioskopa pojavile su se druge metode prenosa. U poslednje vreme Rebetiko se sve više izučava u muzičkim školama, konzervatorijumima i univerzitetima, doprinoseći njegovom širenju.

## Napomene
1. ↑  Kompoli je svojevrsna brojanica sa perlama od stakla ili ćilibara, koja se koristila u grčkoj kulturi protiv dosade ili kao distrakcija od pušenja

## Literatura
- Damianakos Stathis, Κοινωνιολογία του Ρεμπέτικου 2nd Edition. Athens, Plethron, 2001.
- Gauntlett Stathis, Rebetika, Carmina Graeciae Recentoris. Athens, D. Harvey and Co., 1985.
- Hadjidakis Manos, Ερμηνεία και θέση του ρεμπέτικου τραγουδιού. 1949.
- Kotarides Nikos, Ρεμπέτες και ρεμπέτικο τραγούδι. Athens, Plethron, 1996.
- Kounades Panagiotis, Εις ανάμνυσιν στιγμών ελκυστικών. Athens, Katarti, 2000.
- Petropoulos Elias, Ρεμπέτικα τραγούδια. Athens, 1968.
- Markos Vamvakaris, Markos Vamvakaris Bouzouki Pioneer: 1932-1940 Rounder Select, 1998

## Spoljašnje veze
- „Greek song in the 19th and 20th century - Rebetiko”. Europeana. Приступљено 20. 6. 2021.
- Rembetika and Greek Popular Music Članak Matta Barretta
- Rebetiko On-line